# Departamento de Djerem
Djerem o Djérem es un departamento de la región Adamawa de Camerún. En noviembre de 2005 tenía una población censada de 124 948 habitantes.
Está formado por los siguientes municipios:
- Ngaoundal 52,867
- Tibati 72,081